# كورتيس إيمي
كورتيس إيمي (بالإنجليزية: Curtis Amy)‏ هو عازف ساكسفون أمريكي، ولد في 11 أكتوبر 1929 في هيوستن في الولايات المتحدة، وتوفي في 5 يونيو 2002 في لوس أنجلوس في الولايات المتحدة.

## وصلات خارجية
- كورتيس إيمي على موقع ميوزك برينز (الإنجليزية)
- كورتيس إيمي على موقع أول ميوزيك (الإنجليزية)
- كورتيس إيمي على موقع ديسكوغز (الإنجليزية)